# آی‌ای‌آر ۳۷
آی‌ای‌آر ۳۷ (به انگلیسی: IAR 37) یک هواپیمای ساختِ کارخانهٔ ایندوستریا آئروناتیکا رومانا است. نخستین استفاده‌کنندهٔ این هواپیما نیروی هوایی سلطنتی رومانی بوده‌است. این هواپیما در ۱۹۳۷ میلادی نخستین پرواز خود را انجام داد.